# Gruppo di NGC 807
Il Gruppo di NGC 807 comprende almeno cinque galassie situate nella costellazione del Triangolo. La distanza media tra il centro di massa di questo gruppo e la nostra Via Lattea è di circa 222 milioni di anni luce (68,0 Mpc).

## Membri
Le galassie componenti il gruppo, indicate nell'articolo di Garcia del 1993, sono NGC 807, UGC 1565, UGC 1565, UGC 1565 e MK 365.
Tre di queste galassie sono menzionate anche nell'articolo di Abraham Mahtessian del 1998, cioè NGC 807, UGC 1590 e UGC 1591. Le ultime due sono indicate da Mahtessian come 0203+2933 (per CGCG 0203.2+2933) e 0203+2944 (per CGCG 0203.3+2944).
| Nome     | Classificazione | Tipo                        | RA (J2000.0)  | DEC (J2000.0) | Velocità radiale (km/s) | Magnitudine apparente | Distanza (Mpc) | Dimensioni (kal) |
| -------- | --------------- | --------------------------- | ------------- | ------------- | ----------------------- | --------------------- | -------------- | ---------------- |
| NGC 807  | E               | Ellittica                   | 02h 04m 55.6s | 28° 59′ 15″   | 4764 ± 12               | 12,5                  | 66,5 ± 4,7     | 112              |
| UGC 1565 | SBdm            | Spirale barrata magellanica | 02h 04m 32.0s | 27° 55′ 36″   | 4698 ± 3                | 14,40                 | 65,5 ± 4,5     | 102              |
| UGC 1590 | S0^-?           | Lenticolare                 | 02h 06m 04.0s | 29° 47′ 35″   | 4868 ± 14               | 13,47                 | 68,1 ± 4,8     | 126              |
| UGC 1591 | S?              | Spirale                     | 02h 06m 12.4s | 29° 57′ 59″   | 4835 ± 25               | 13,26                 | 67,6 ± 4,8     | 99               |
| Mk 365   | Sc              | Spirale                     | 02h 04m 18.5s | 28° 39′ 21″   | 5151 ± 5                | 13,2 ± 0,3            | 72,2 ± 5,1     | 70               |

Il sito DeepskyLog permette di trovare agevolmente le costellazioni in cui si trovano le galassie; in alternativa si possono utilizzare le coordinate delle galassie per individuarle. Se non altrimenti indicato, le coordinate sono quelle fornite dal sito NASA/IPAC (National Aeronautics and Space Administration / Infrared Processing and Analysis Center).